# PFU
株式会社PFU（ピーエフユー、英: PFU Limited）は、石川県かほく市に本社を置く、日本のコンピュータ関連メーカー・システムインテグレーター。以前は、富士通の完全子会社であったが、2022年9月1日付でリコー傘下となり、2025年3月7日付に同社の完全子会社となった。
業務用イメージスキャナの世界最大手であり、50%以上の高いシェアを誇る。特にハードウェアに関しては、PFU以前から富士通のオフコン（Kシリーズ）・パソコン（FACOM 9450シリーズ）・ミニコン（A-30など）開発に大きく関与しており、PFUとなってからは富士通のオープン系サーバ（DS/90、Sファミリ、PRIMEPOWER）の共同開発などを手掛け、富士通とのオープンサーバビジネス分野において協力関係にあった。

## 社名の由来
「PFU」は、松下電器産業（現: パナソニック・2005年3月迄大株主）のブランド「パナソニック」のP、富士通ないしFACOM（富士通のかつてのコンピュータブランド）のF、ウノケ電子工業・ユーザック電子工業・USAC（内田洋行の情報システムブランド Unoke Standard Automatic Computerの略）のU、を並べたものである（P.F.U.＝Pana-Facom-Usac）。

## 沿革

### 旧ウノケ電子工業→ユーザック電子工業
- 1960年11月：竹内繁が東京大学、電気試験所(現:産業技術総合研究所)、日立製作所を経て技術者数人を誘い故郷で起業[5]。 深江溢郎が出資し、当時の石川県河北郡宇ノ気町にウノケ電子工業設立[4]。
- 1961年11月：初の自社開発コンピュータ「USAC5010」が完成[6]。
- 1962年5月 ：株式会社に移行し、内田洋行と販売提携。
- 1969年：ユーザック電子工業に社名変更[4]。
- 1972年：富士通とユーザック電子工業が技術提携。当初は日本電気（NEC）との提携を考えていたが、NECに断られたため、富士通との提携に舵を切った経緯がある[7]。
- 1982年：ユーザック電子工業、ビジネスパソコンとして「USACカマラード」を発売[8]。富士通にも「FACOM K-10」シリーズとしてOEM供給された。

### 旧パナファコム

パナファコム時代のトレードマーク

- 1973年：富士通と松下電器産業（現・パナソニック）の合弁で、パナファコム設立。
  - この社名の時期のロゴタイプは、アルファベット「PANAFACOM」は富士通「FACOM」の当時のそれに近いデザイン、カタカナの「パナファコム」は松下「ナショナル」の当時のいわゆるナショ文字に近いデザインである。

### PFU
- 1987年：ユーザック電子工業とパナファコムが合併し、PFU設立[4]。
- 2010年
  - 1月29日：富士通が株式交換による完全子会社化を公表。
  - 4月1日：富士通の完全子会社化。
- 2014年10月：東京地区事業所を横浜本社へ集約。
- 2022年9月1日：富士通が保有していた全株式の80%をリコーへ譲渡されたことに伴い、リコーの子会社となる[9]。
- 2023年
  - 4月6日：イメージスキャナーの現行全製品を「FUJITSU」ブランドから「RICOH」ブランドへ変更[10]。
  - 5月25日：「RICOH」ブランドの15.6インチ有機ELポータブルタッチディスプレイ「RICOH Light Monitor」を「PFUダイレクト」にて発売[11]。
- 2025年
  - 3月7日：リコーの完全子会社化[12]。

## 主力製品・事業
- ハードウェア

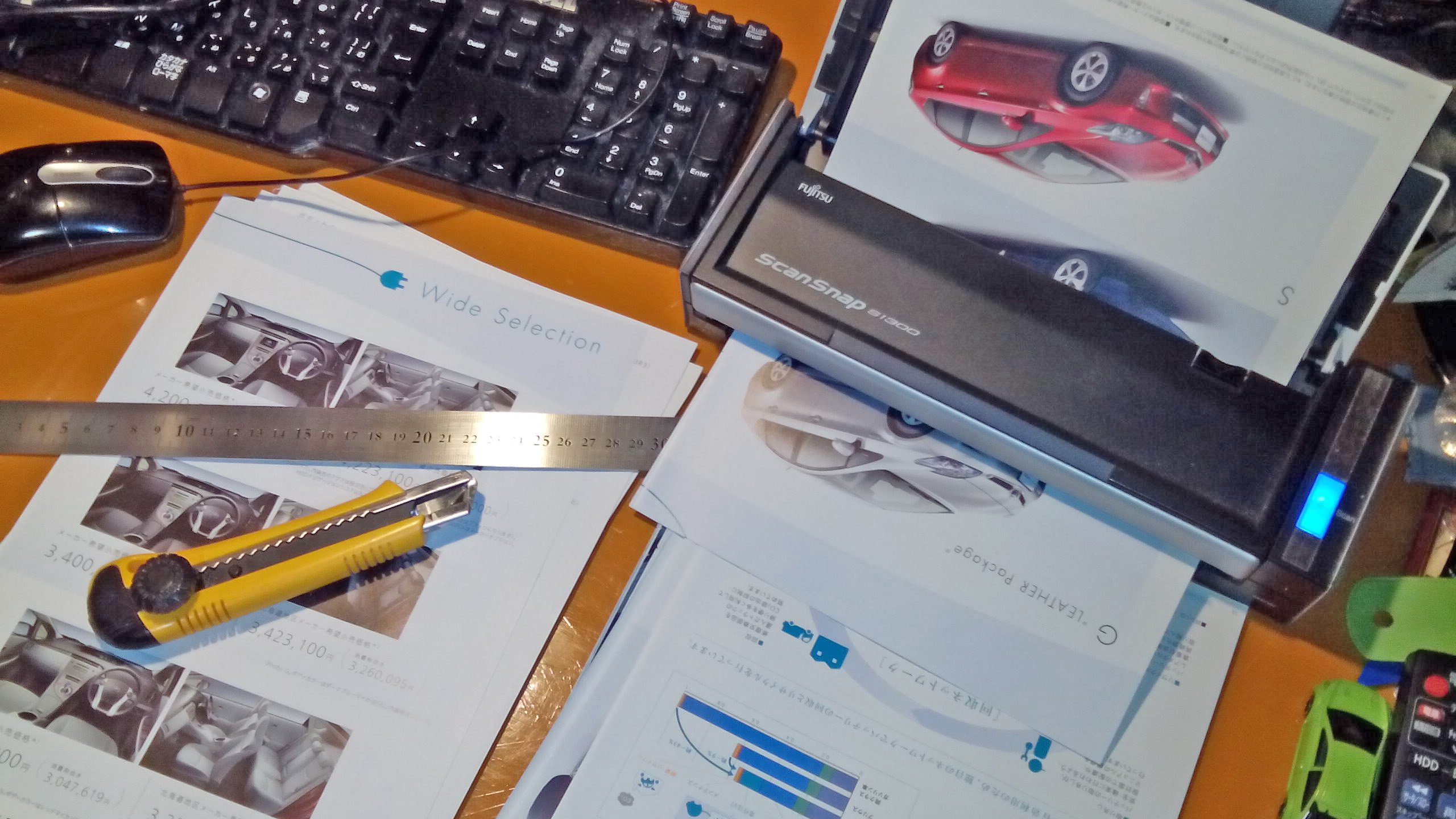
ScanSnap S1300で書籍（プリウスPHV(ZVW35) 2011年11月版カタログ）を破壊的スキャンによりデジタルデータ化している様子。

  - イメージスキャナ：務向けのfi/SPシリーズや、一般消費者/SOHO向けのScanSnapシリーズ。1982年に開発を開始、2001年に富士通のスキャナ事業が移管され現在の形になった。また、2020年には創業60周年を記念して、ScanSnap（iX1500）が、かほく市によりふるさと納税返礼品として選ばれている[13]。
  詳細は「富士通のイメージスキャナ一覧」を参照
  - 情報KIOSK端末
  - エンベデッド製品：COM Express準拠のSOMや組込向けなど産業機器向けコンピュータ
  - Happy Hacking Keyboard：省スペースかつ多彩なカスタマイズ設定が可能なPC用キーボードで、1996年に発売されたPFUの主力商品の一つ[14]。UNIXユーザ向けに最適化したキーレイアウトをコンセプトとしている。2019年には、グッドデザイン・ロングライフデザイン賞を受賞している[15]。
  - サーバ、ストレージ、スキャナ：過去に笠島工場でFMVのタワー型モデルの最終組み立てを行っていたが、現在富士通との合弁会社である富士通ITプロダクツへ移管された。
  - 1980年代に16ビットMPU MN-1610を搭載したパーソナルコンピュータ「PANAFACOM C-180」を発売[16]。標準モデル C-180A、日本語モデル C-180K、グラフィックモデル C-180G、それぞれに容量5MBのハードディスクを内蔵した C-180DA、C-180DK、C-180DG があり[17]、日本語モデルでは16ドットビットマップ漢字フォント、グラフィックモデルではストロークフォント漢字により表示された[18]。提供されるBASICでは並列処理がサポートされ、また実行形式を生成してから実行する方式となっている[19]。

- ソフトウェア
  - XML関連プロダクト
  - XMLによるソリューション
  - Linuxサポートサービス：富士通とは独立した活動も行っている。Linuxビジネスは、オープン系サーバでのUnixベースプラットフォームの基盤研究・開発で得たノウハウを強みとしている。
- アウトソーシング

## 主要事業所
- 本社：石川県かほく市宇野気ヌ98-2
- 横浜本社：神奈川県横浜市西区みなとみらい4丁目4-5 横浜アイマークプレイス
- ProDeSセンター：石川県かほく市高松シ1-1
  - 2006年に開設した開発生産拠点で、Product Design Serviceの造語[4]。

## 主要関係会社

### 国内グループ企業（完全子会社）
- PFU ITサービス株式会社
- PFUテクノワイズ株式会社
- PFUライフエージェンシー株式会社
- PFUクオリティサービス株式会社

### 国内グループ企業（関連会社）
- 株式会社コスモサミット

### 国外グループ企業（子会社）
- PFU上海計算機有限公司（100%出資）
- 上海必優信息系統有限公司（PFU上海100%出資）
- 江蘇南通必優信息系統有限公司（PFU上海100%出資）
- PFU America, Inc.（100%出資）
- Fujitsu Computer Products of America, Inc.（100%出資）
- PFU Canada Inc.
- PFU（EMEA） Limited（100%出資）
- PFU Hong Kong Limited
- PFU Asia Pacific Pte. Ltd.（90%出資）